# El tallador de gespa 2: Més enllà del ciberespai
El tallador de gespa 2: Més enllà del ciberespai (títol original: Lawnmower Man 2: Beyond Cyberspace) és una pel·lícula estatunidenca dirigida per Farhad Mann, estrenada l'any 1996. Ha estat doblada al català.

## Argument
Únic supervivent de l'explosió d'un misteriós laboratori, Jobe, d'esperit senzill que s'ha convertit en meitat-déu cibernètic, és entre la vida i la mort. La Dra. Cori Platt intenta reconstruir l'ànima de Jobe utilitzant la informàtica i la realitat virtual. Durant aquest temps, el científic Benjamin Trace lluita per conservar l'explotació del seu invent: un programa de realitat virtual anomenat "CHIRON". John Walker, un home de negocis cobdiciós, s'apodera de "CHIRON" per aconseguir el seu projecte demoníac: controlar l'accés a totes les informacions del món. Pel seu projecte, Walker pensa llavors en Jobe. Només el científic Trace pot enfrontar-se a Jobe convertit en una monstruositat sintètica i dotada d'una potència incommensurable.

## Repartiment
- Patrick Bergin: el doctor Benjamin Trace
- Matt Frewer: Jobe Smith
- Austin O'Brien: Peter Parkette
- Ely Pouget: la doctora Cori Platt
- Camille Cooper: Jennifer
- Patrick LaBrecque: Shawn
- Crystal Celeste Grant: Jade
- Sean Parhm: Travis
- Kevin Conway: Jonathan Walker
- Trever O'Brien: Peter, de nen
- Richard Fancy: el senador Greenspan
- Ellis Williams: el cap de seguretat
- Castulo Guerra: Guillermo
- Molly Shannon: la dona sense abric
- Mathew Valencia: el nen sense abric

## Al voltant de la pel·lícula
- El film és continuació de The Lawnmower Man, dirigida per Brett Leonard el 1992.
- Del repartiment del primer film, només Austin O'Brien va tornar a fer el paper de Peter.
- Va ser nominada al premi al millor film, en el festival Fantasporto l'any 1996.